# فادية عبد الجواد
فادية عبد الجواد على سالم، أول طبيبة صماء في العالم تلتحق وتتخرج من كلية الطب.

## السيرة الذاتية.
فادية عبد الجواد، طبيبة مصرية، أصيبت بالحمى الشوكية في 23 مارس عام 1973، وكانت حينها طالبة في الصف السادس الابتدائي، وكانت تبلغ من العمر الحادية عشرة سنة وبضعة أشهر، وبعد الإصابة دخلت في غيبوبة وبعد أن أستفاقت منها، أكتشفت أنها فقدت القدرة على حاسة السمع، حيث نتج عن الحمى الشوكية صمم حسى عصبى كامل من الجهتين، وبعد هذة الإصابة ظلت لشهور لا تستطيع المشى بمفردها باتزان لأن العصب السمعى المسئول عن السمع الذي تأثر بالحمى مرتبط مع العصب المسئول عن الاتزان، وكان أول تحد بالنسبة لها أن تدرب نفسها على المشى في حجرتها لعدة أسابيع، ثم فاجأت أسرتها بقدرتها على المشى بمفردها دون أن تستند على الحائط.

ومن العقبات التي واجهتها في حياتها، هي امتحان الإملاء في الشهادة الابتدائية، حيث لم تكن قد نميت بعد قدرتها على قراءة حركة الشفاه، وحصلت في هذة المرحلة على مجموع 95% في الشهادة الابتدائية، وكانت الدرجات الناقصة بسبب الإملاء.
وبعد المرحلة الابتدائية، أشار الاساتذة على والداها بإلا يلحقها بمدارس للصم وإنما مدارس عادية وأن يعطوها أهتمام كبير، وقام والداها بالحاقها بمدرسة «غمرة» الإعدادية، وأستطاعت حينها أن تكون الأولى على مدرستها في الشهادة الإعدادية بمجموع 96%، ثم التحقت بمدرسة «العباسية» الثانوية، وكانت الأولى أيضا فيها بمجموع 97.5%.

بعد هذة المرحلة وإصابتها بالمرض، كل ذلك لم يمنعها من أن تكمل طريقها في تحقيق حلمها وهو دراسة الطب، وأستطاعت أن تلتحق بكلية الطب جامعة عين شمس والتغلب على الصعوبات التي واجهتها في تلك المرحلة، إلى أن تخرجت من الكلية عام 1986 بدون أي رسوب في أي عام أو حتى تقدير مقبول في أي مادة.

وكانت أمنيتها التخصص في «النساء والولادة» لكنها حصلت على نيابة أمراض جلدية من مستشفى «منشية البكرى»، وهي تعمل الآن استشارى أمراض جلدية، وعملت بعد تخرجها في مركز رعاية الأمومة والطفولة، ثم استقالت وسافرت للخارج، وعندما عادت تعاقدت مع التأمين الصحى بعد لقائها بالدكتورة «ضحى الصاوى» مديرة التأمين الصحى وقتها، تم ترشيحها للعمل في التفتيش والمراجعة الفنية، وعملت 3 سنوات بمجمع التوفيق في باب الشعرية، بعدها فضلت أن تكون طبيبًا حراً كما عملت في المراكز الطبية الخاصة ثم عيادتها ومركزها الطبى الخاص.

أما عن حياتها العائلية، فقد تزوجت في أثناء دراستها وأنجبت أربعة أبناء«ولدين وبنتين»، وفي عام 2006 وبالحاح من ابنتها الكبرى وبعد 33 عاما من فقدانها السمع أجرت عملية زراعة القوقعة الأولى، وفي فبراير عام 2014 أجريت عملية القوقعة الثانية، وصارت تسمع بكلتا الإذنين.
استطاعت بذلك أن تكون أول طبيبة في العالم تدرس الطب وتتخرج من كلية الطب وتباشر عملها وهي صماء، إلى أن أستطاعت بعد 41 عاماً، أن تتعافي وتعود أليها قدرتها على السمع.

## تكريمات.
- تكريم نقابة الاطباء في ذكرى يوم الطبيب المصري عام 2015.[10]
- مرشحة لجائزة صناع الامل.